# Дослідницька інженерія
Дослідницька інженерія — це термін, введений К. Еріком Дрекслером для опису процесу проектування та аналізу детальних гіпотетичних моделей систем, які неможливо реалізувати за допомогою сучасних технологій або методів, але, здається, явно перебувають у межах того, що наука вважає можливим у рамках вузько визначеної сфери функціонування моделі гіпотетичної системи. Зазвичай це призводить до створення паперових або відеопрототипів або (що більш ймовірно в наш час) комп'ютерних симуляцій, які є максимально переконливими для тих, хто знає відповідну науку, враховуючи відсутність експериментального підтвердження. За аналогією з протонаукою це можна вважати формою протоінженерії.
І прихильники, і критики часто вказують на науково-фантастичні історії як на джерело пошукової інженерії. Позитивною стороною книги наукової фантастики є те, що океанський підводний човен, телекомунікаційний супутник та інші винаходи передбачалися в таких історіях ще до того, як їх можна було побудувати. З іншого боку, інші пристрої наукової фантастики, такі як космічний ліфт, можуть бути назавжди неможливими через основні проблеми з міцністю матеріалів або через інші труднощі, очікувані чи непередбачені.